# Ołeksandriwka (hromada Czornuchy)
Ołeksandriwka (ukr. Олександрівка) – wieś na Ukrainie, w obwodzie połtawskim, w rejonie łubieńskim, w hromadzie Czornuchy. W 2001 liczyła 108 mieszkańców.